# السبتية (طائفة)

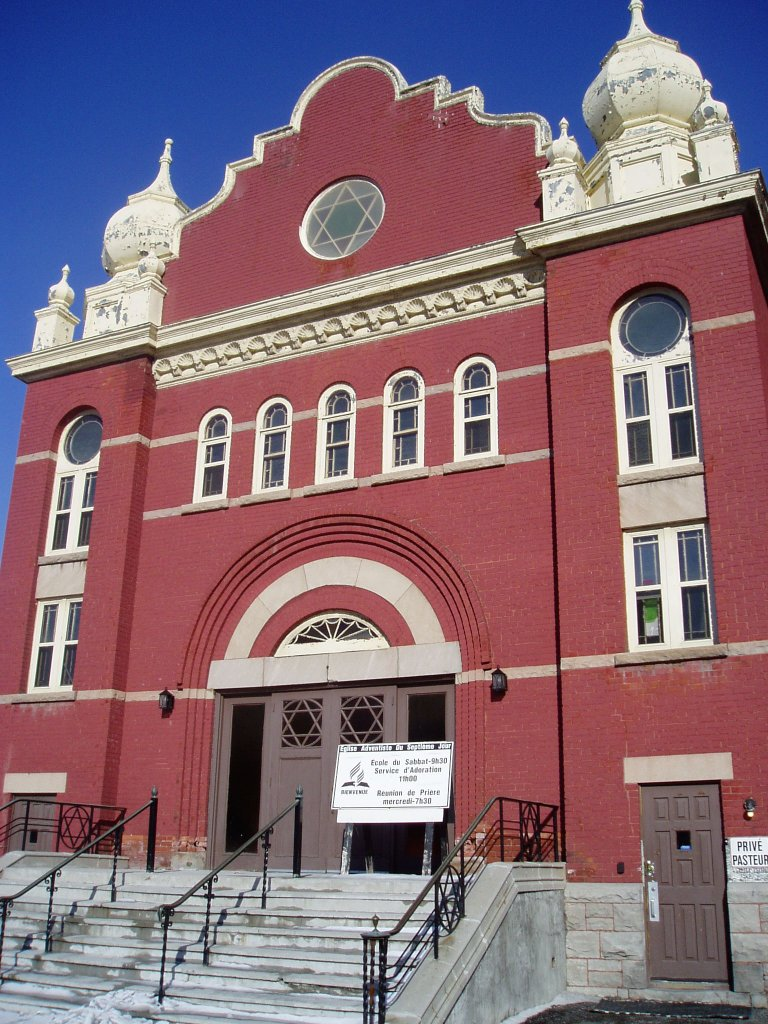

المجيئية أو السبتية هي فرع من المسيحية البروتستانتية  تؤمن بالمجيء الثاني الوشيك أو المجيء الثاني للمسيح .
نشأت في ثلاثينيات القرن التاسع عشر في الولايات المتحدة خلال الصحوة الكبرى الثانية عندما شارك الداعية المعمداني ويليام ميللر علانية في اعتقاده بأن المجيء الثاني سيحدث في وقت ما بين 1843 و 1844.
أصبح أتباعها يعرفون باسم ميليريتيز . بعد خيبة الأمل الكبرى، انقسمت حركة المليريتز واستمرت من قبل عدد من المجموعات التي عقدت مذاهب مختلفة عن بعضها البعض. أصبحت هذه الجماعات، النابعة من سلف ميليري مشترك، معروفة بشكل جماعي باسم الحركة السبتية.
على الرغم من أن الكنائس السبتية تشترك في الكثير من الأشياء، إلا أن لاهوتهم يختلفون حول ما إذا كانت الحالة المتوسطة للموتى هي نوم غير واع أو وعي، سواء كانت العقوبة النهائية للأشرار هي الإبادة أو العذاب الأبدي، وطبيعة الخلود، وما إذا كان الأشرار يبعثون بعد الألفية .  جمع المؤتمر العام لأتباع السبعة أيام معتقدات الكنيسة الأساسية في المعتقدات الأساسية الـ 28 (1980 و 2005) ، والتي تستخدم مراجع الكتاب المقدس كمبرر.
في عام 2010 ، ادعت الأدفنتستية أن لديها حوالي 22 مليون مؤمن مشتتون في مختلف الكنائس المستقلة.  أكبر كنيسة داخل الحركة - كنيسة الأدفنتست السبتيين - لديها أكثر من 19 مليون عضو معمد في عام 2015.  

## روابط خارجية
- تاريخ الحركة Millerite ، طبع من موسوعة السبتية 10: 892-898 ، 1976.
- الجدول الزمني الرسومي للمجموعات Millerite الرئيسية من الموقع الرسمي لكنيسة الله العالمية
- معتقدات السبتية ، قائمة المعتقدات لحركة الكنيسة السبتية.